# キュヴィエ協会
キュヴィエ協会 (Société cuvierienne) は1838年にパリに作られた国際的な動物学の学術団体である。1848年まで、月間機関紙、"Revue zoologique par la Société Cuvierienne"を刊行した。協会の名前は、創立の6年前に没した比較解剖学・動物学の学者、ジョルジュ・キュヴィエに因んで命名された。

## 概要
この時代までのフランスにおいて機関誌を発行していた生物学の学術団体には、フランス科学アカデミーの他に、パリ・リンネ協会や1832年設立のフランス昆虫学会 (Société entomologique de France) 、パリ自然史協会 (Société d ' histoire naturelle de Paris)、パリ哲学協会 (Société philomatique de Paris) があり、近い領域の学会にはパリ解剖学会 (Société philomatique de Paris) や パリ地質学会 (Société geologique) などがあった
。
キュヴィエ協会はフランス内外の140人の博物学者、生物学者により設立された。月刊の機関誌の"Revue zoologique par la Société Cuvierienne" は1838年に創刊され、1848年12月まで刊行された。編集はキュヴィエとピエール・アンドレ・ラトレイユの著書、『動物界』("Le Règne Animal")の、多くの図版を追加した版を出版した昆虫学者、ゲラン＝メネヴィル(Félix Édouard Guérin-Méneville)が行った。ゲラン＝メネヴィルは動物学、比較解剖学、古生物学の学術誌、"Magasin de zoologie, d'anatomie comparée et de palaeontology" も編集した 。

## 主な会員
140人の会員で設立された。著名な会員には以下の人物がいる。
- アレクサンダー・フォン・フンボルト
- ヴィート＝ノイヴィート公マクシミリアン
- ローレンツ・オーケン
- クリスチャン・ゴットフリート・エーレンベルク
- ゴットヘルフ・フィッシャー・フォン・ヴァルトハイム
- ウィリアム・バックランド
- シャルル・ドルビニ
- アルシド・ドルビニ
- シャルル・リュシアン・ボナパルト
- オルレアン公フェルディナン・フィリップ
- フランス王ルイ・フィリップ
- デンマーク王クリスチャン8世